# Sineoamphisbaena hexatabularis
La sineoanfisbena (Sineoamphisbaena hexatabularis) è un rettile estinto appartenente agli squamati. Visse nel Cretaceo superiore (Campaniano, circa 75 milioni di anni fa) e i suoi resti fossili sono stati ritrovati in Cina.

## Descrizione
Questo animale è noto solo grazie a un fossile parziale, comprendente un cranio completo con tanto di mandibole, numerose vertebre e parte dell'arto anteriore sinistro. L'aspetto di Sineoamphisbaena doveva essere molto diverso da quello delle lucertole attuali, e difatti inizialmente questo animale venne considerato un membro delle anfisbene (Amphisbaenia). Il cranio, lungo circa 2 centimetri, possedeva una forma insolita: era piuttosto corto e dotato, nella parte superiore, di una struttura piatta e robusta, di forma squadrata. L'orbita era piccola, circondata da ossa robuste. Le mandibole erano molto corte (circa la metà della lunghezza del cranio) e l'osso quadrato era ruotato di circa 90° posteriormente. 
Le costole erano robuste, mentre l'omero era piuttosto robusto. La lunghezza del corpo, così come la sua morfologia, è sconosciuta.

## Classificazione
Questo animale venne descritto per la prima volta nel 1993, sulla base di fossili ritrovati in Mongolia Interna (Cina). Inizialmente, numerosi studi (Wu et al., 1993; Wu et al., 1996; Gao, 1997) indicarono Sineoamphisbaena come il più antico anfisbenide noto. Questa classificazione venne messa in dubbio da altri studi (Kearney, 2003; Conrad, 2008), che ritennero di poter assegnare Sineoamphisbaena al gruppo di squamati noti come poliglifanodontidi. 
Uno studio su larga scala riguardo agli squamati viventi ed estinti (Gauthier et al., 2012) non ha riscontrato particolari affinità tra le anfisbene e Sineoamphisbaena. Piuttosto, lo studio ha ipotizzato che questo animale fosse il sister taxon di un clade comprendente i serpenti, le anfisbene, la famiglia Dibamidae e le lucertole apode americane. L'analisi del 2012 non ritiene nemmeno una stretta parentela tra Sineoamphisbaena e i poliglifanodontidi, anche se in un'altra analisi cladistica egualmente valida (che non considera le lucertole apode e i mosasauri) all'interno dello stesso studio Sineoamphisbaena viene considerata un poliglifanodontide dalle abitudini fossorie.

## Paleobiologia
La bizzarra forma del cranio e l'omero robusto fanno ipotizzare che Sineoamphisbaena era un animale dalle abitudini fossorie, che scavava gallerie e si muoveva all'interno di esse.